# Michael Keane
Michael Keane (ur. 11 stycznia 1993 w Stockport) – angielski piłkarz występujący  na pozycji środkowego obrońcy w Evertonie, jest prawonożny. Mierzy 191 cm wzrostu. Ma brata bliźniaka Willa, który gra obecnie w Hull City.

## Kariera klubowa
Karierę piłkarską rozpoczął w Manchesterze United. 6 listopada 2012 został wypożyczony do Leicester City, w którego barwach rozegrał 22 spotkania i strzelił 2 bramki. Do Manchesteru powrócił 14 maja 2013. W seniorskiej kadrze Manchesteru United zadebiutował 24 sierpnia 2014 roku w meczu przeciwko Sunderland, zastępując w 43 minucie Chrisa Smallinga. 2 września 2014 roku udał się na wypożyczenie do Burnley. 8 stycznia 2015 roku Burnley wykupiło zawodnika za kwotę 3 milionów funtów.